# Fernand Antoine
Fernand Antoine, né à Virton le 31 août 1932 et mort le 4 août 2022, est un homme politique belge wallon, membre du PSC.
Antoine est chef de service adjoint chez Hainaut-Sambre (1954-1959); il ouvre un premier commerce de confiserie à Gerpinnes, puis deux autres, tous spécialisés dans la gayette, une friandise au chocolat en forme de morceau de charbon. Sénateur PSC de l’arrondissement de Charleroi-Thuin (1985-1991) ; président de la Société wallonne des Distributions d’Eau (1991-1999); chef de Cabinet adjoint auprès du ministre des Finances Philippe Maystadt (1992-1997).

## Carrière politique
- conseiller communal de Gerpinnes (1971-1975, 1977-2006)
  - échevin du Folklore et des Sports (1977-1982)
  - bourgmestre ff (1981-1982)
  - bourgmestre (1983-1988; 1995-1998)
- sénateur (1985-1991)
  - membre du Conseil régional wallon (1985-1991)